# 2020年東京オリンピック・パラリンピックの選手村

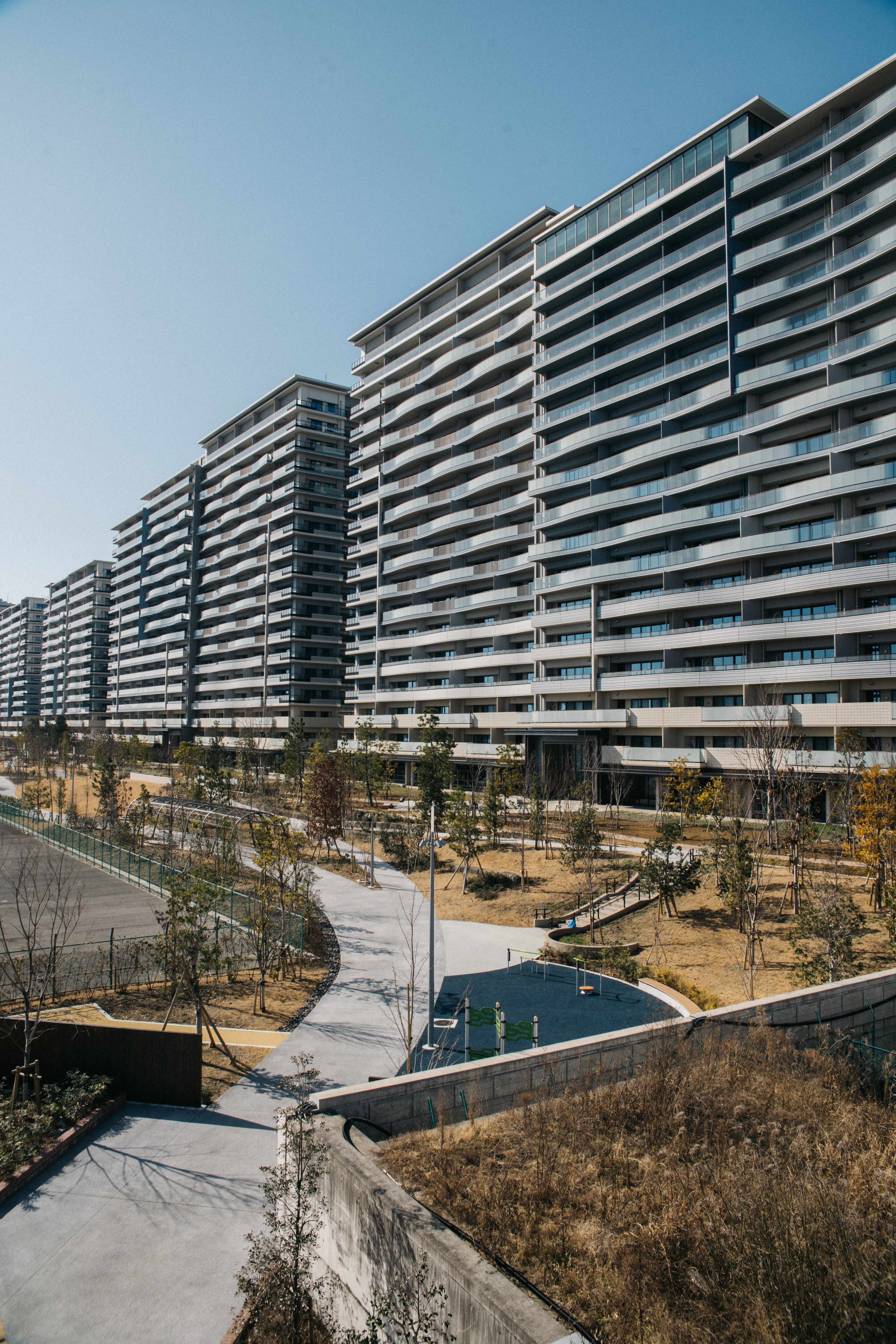

2020年東京オリンピック・パラリンピックの選手村（2020ねんとうきょうオリンピック・パラリンピックのせんしゅむら）では、2021年に開催された2020年東京オリンピック・パラリンピックの選手村について記載する。

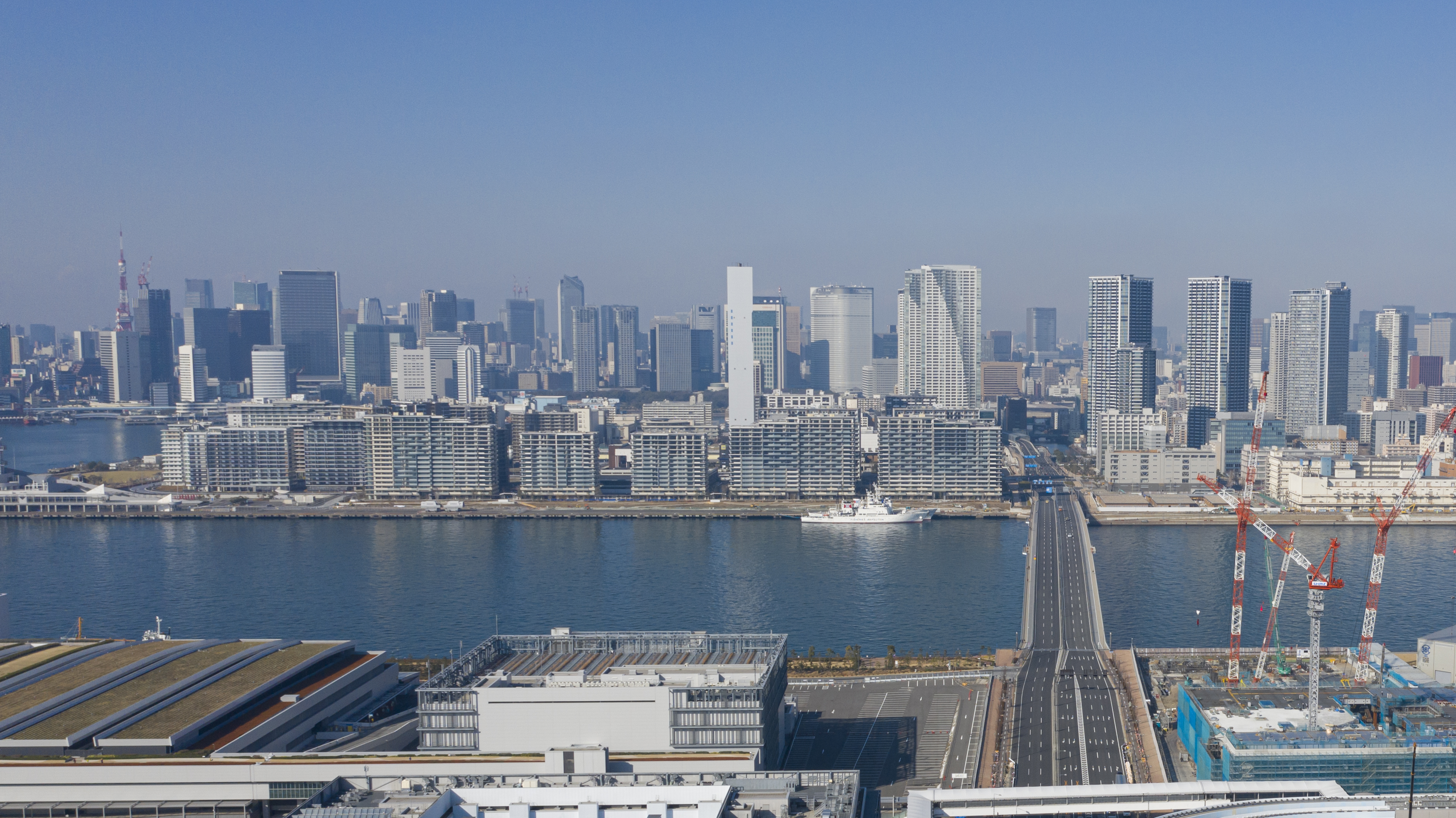

選手村から見た景色

## 概要
所在地は東京都中央区晴海5。都有地18ヘクタールに、14階から18階の宿泊棟21棟などが建設された。居住スペースは約3800。ベッド数はオリンピック時1万8000台、パラリンピック時8000台となる。
恒設の建物のほか、仮設の建物として、大食堂、トレーニングジム、宗教施設などが設置されている。

## 建設
晴海五丁目西地区第一種市街地再開発事業として実施。建設費は再開発整備費約540億円、宿泊棟内装費約447億円。
工事期間から大会期間にかけて晴海ふ頭公園は休園となる。

## オリンピック期間

### 開村
選手村は2021年7月13日にオープンしたが、新型コロナウイルスの感染防止のため直前入村が原則となり、入村式（歓迎式典）も開催されなかった。

### 出来事
選手村に泊まっていた外国人選手が、エコの観点からダンボールで作られていたベッドに数人で乗り、破壊するという心ない出来事が起きた。また、その写真がネットにアップロードされており、批判の声も上がっている。
寝心地などを批判する選手も現れたが、環境保護などの面で注目され、2024年パリオリンピックの選手村でも採用されることとなった。

### 閉村
2021年8月11日、パラリンピックによる再開まで一旦閉村となった。その後、8月17日にパラリンピックの選手村として再開し、9月8日に完全閉村した。

## 大会後
大会後は宿泊棟を改修し、新たに50階建ての超高層2棟を建設し、約5600戸の分譲・賃貸住宅となる予定。HARUMI FLAGを参照。